# 北源村
北源村位於台灣的臺東縣東河鄉，北臨花蓮縣富里鄉豐南村，南接東河鄉泰源村與東河村，東鄰池上鄉大坡村與錦園村，西鄰臺東縣成功鎮忠仁里與和平里、信義里，為阿美族人的美蘭部落、順那部落、北溪部落等所組成的村落，北源村位於泰源盆地的北端，因菲律賓海板塊跟歐亞大陸板塊擠壓，造成村內有多處的河階地形。北源村大多生產柑橘類水果，以外銷臺灣各縣市為主，其經濟命脈仰賴台23線的交通運輸。

## 交通
- 台23線

## 教育
- 臺東縣東河鄉北源國小：創校於民國36年，學校位於於泰源盆地北方與馬武窟溪支流北溪流域上。前身為台東縣東河鄉泰源國民學校北溪分校。民國46年奉准獨立設校為台東縣東河鄉北源國民學校。民國57年奉令改稱為台東縣東河鄉北源國民小學。校園鄰近美蘭、北溪、順那、德高老及東河共五個部落，學生多是平地阿美族，是一所自然生態豐富的山中小學。

歷任校長：
| 任別 | 姓名   | 任期                   |
| ---- | ------ | ---------------------- |
| 1    | 陶源濬 | 民國46年9月-48年9月    |
| 2    | 劉錦章 | 民國48年9月-51年6月    |
| 3    | 林福生 | 民國51年6月-59年10月   |
| 4    | 溫敦乾 | 民國59年10月-63年9月   |
| 5    | 林文生 | 民國63年9月-71年9月    |
| 6    | 許連祥 | 民國71年9月-74年9月    |
| 7    | 鄭進成 | 民國74年9月-79年8月    |
| 8    | 董華澤 | 民國79年8月-82年8月    |
| 9    | 顏惠貞 | 民國82年8月-85年8月    |
| 10   | 劉文龍 | 民國85年8月-89年8月    |
| 11   | 李金粟 | 民國89年8月-94年7月    |
| 12   | 陳坤弘 | 民國94年8月-99年7月    |
| 13   | 黃子誠 | 民國99年7月--105年7月  |
| 14   | 吳能州 | 民國105年8月--113年7月 |
| 15   | 胡菁萍 | 民國113年8月--至今     |

地址：95992台東縣東河鄉北源村28鄰順那21號(臺23線31.5公里處) NO.21,Shunna Rd,Beiyuan Village,Donghe TownShip,Taitung County 95992,Taiwan
座標：緯度23° 2' 20.90" 經度121° 17' 33.45" 
電話：089-891103 / 0978539468
傳真：089-892223

## 河川
- 北溪
- 德高溪
- 北底溪